# Clarisa Sagardía
Clarisa Sagardía (29 de junho de 1989) é uma voleibolista profissional argentina. 

## Carreira
Clarisa Sagardía em 2016 representou a Seleção Argentina de Voleibol Feminino nos Jogos Olímpicos de Verão no Rio de Janeiro, que foi 9º colocada.